# Noagambiet
Het Noagambiet is in de opening van een schaakpartij een variant in het Tweepaardenspel. Het gambiet is ingedeeld bij de open spelen.
Het heeft als beginzetten: 1.e4 e5 2.Pf3 Pc6 3.Lc4 Pf6 4.Pc3 Pxe4 5.Lxf7+.
Eco-code C 55.